# Катарина Пар
Катарина Пар (енгл. Katherine Parr; Лондон, 1512 — Глостершир, 5. септембар 1548) је била шеста жена Хенрија VIII. За разлику од осталих његових жена, Катарина није била плаве крви. Удавала се четири пута, први пут за сера Едварда Бороуа, али је он умро брзо након њиховог венчања 1529. године, па се удала за Џона Невила, који је такође умро. Катарина је затим упознала Хенрија VIII, а 18 месеци након погубљења Катарине Хауард, 12. јула 1543. године они су се венчали. Након непуне четири године брака, Хенри је умро 28. јануара 1547. године. Катарина није дуго туговала и убрзо се четврти и последњи пут удала, овога пута за рођака Хенријеве треће жене Џејн, Томаса Симора. Није још дуго живела; умрла је након рођења свог првог детета, 5. септембра 1548. године.

## Могућа краљева младенка
Већ пет пута се позиција Хенријеве жене, без обзира на титулу која је са њом долазила, показала превише ризичном и Хенри није лако пронашао нову супругу. Према новом закону који је Хенри увео пред погубљење Катарине Хауард, свака његова будућа жена која би лагала о свом девичанству била би аутоматски осуђена на обезглављивање. Хенри није био баш добар при препознавању девица; сумњао је у Ану Клевску која је засигурно умрла као девица, а погрешио је опет у вези Катарине Хауард коју је сматрао девицом. Катарина, са друге стране, није имала проблема са тим јер своје девичанство није морала да потврђује; била је имућна, двострука удовица. Тако је остала најбоља Хенријева прилика за женидбу.

## Брак са Хенријем VIII
Удала се за краља 12. јула 1543. године у палати Хамптон. Тиме не само да је постала краљица Енглеске, већ и новонасталог краљевства Ирске. Као краљица, Катарина је била делимично заслужна за помирење Хенрија и његових кћери, Марије и Елизабете, које су касније постале енглеске монархиње. Развила је и пријатељски однос са Хенријевим сином Едвардом, који је наследио Хенрија као Едвард VI.
Током три месеца, од јула до септембра 1544. године, Катарина је управљала царствима у име Хенрија, који је ишао на свој задњи и безуспешни пут у Француску. Једина жена којој је Хенри претходно поверио ову дужност била је Катарина Арагонска, и то деценијама пре. Захваљући чињеници да је њен стриц био члан краљевског савета и добром односу са Томасом Кранмер и грофом од Хертфорда, Катарина је била у могућности да управља државом онако како је она сматрала да треба. У том периоду руковала је финансијама и провизијама, потписала пет краљевских прогласа и била информисана о свим дешавањима у нестабилној Шкотској, којом је тада владала краљица Мери Стјуарт. Сматра се да су одлуке које је она доносила као регент, заједно са снажним карактером и достојанством, увелико утицале на каснију владавину њене пасторке Елизабете.
Њени верски погледи су сложени због недостатка доказа и цитата. Катаринин двор био је отворен за многе интелектуалне и религијске дебате, због чега је убрзо задобила неповерење католика. Катарина је била рођена и васпитана као католикиња, али је у каснијем животу показивала интерес за нову веру. Занимала ју је довољно да задобије неповерење католика, поготово надбискупа Стивена Гардинера и канцелара Томаса Риотеслија, грофа од Саутхемптона, који су покушали да окрену краља против ње 1546. године. Чак је планирано хапшење, али је Катарина успела да убеди мужа да се са њим расправљала око религије само да би му скренула мисли са чира на нози. Хенри је остао католик, иако не римокатолик, и убрзо је забранио оваква окупљања и теолошке дебате која су конзервативци сматрали леглом јереса, али Катарина је без проблема заобилазила мужевљеве команде и наставила да проучава протестантске погледе. Касније, када је персекуција и протестаната и пререлигиозних католика досегла врхунац, Катарина је била приморана да избаци све своје теолошке књиге.